# Hamivka, Prîazovske
Hamivka (în ucraineană Гамівка) este un sat în așezarea urbană Prîazovske din raionul Prîazovske, regiunea Zaporijjea, Ucraina.

## Demografie
Componența lingvistică a localității Hamivka
     Rusă (49,48%)
     Ucraineană (36,33%)
     Bulgară (1,04%)
     Alte limbi (0,84%)
Conform recensământului din 2001, nu exista o limbă vorbită de majoritatea populației, aceasta fiind compusă din vorbitori de rusă (49,48%), ucraineană (36,33%) și bulgară (1,04%).